# فيكتوريا كوادرييرو
فيكتوريا كوادرييرو (من مواليد 6 يوليو 2000) هي لاعبة جمباز إيقاعي إسبانية سابقة تنافست مع المجموعة الوطنية لإسبانيا.